# Chañaral Alto
Chañaral Alto es una localidad ubicada en la comuna de Monte Patria, perteneciente a la provincia del Limarí, IV Región de Coquimbo. Es una zona eminentemente agrícola, cuyas tierras son regadas por el río Limarí siendo la producción de uva de mesa su mayor actividad productiva. Es considerada como uno de los tres sectores urbanos de la comuna, junto con las ciudades de Monte Patria y El Palqui, según el Instituto Nacional de Estadísticas.

## Valle del Río Huatulame
Chañaral Alto se sitúa a orillas del río Huatulame, ubicación que le permite ser parte de un sistema de regadío de dicho valle que se extiende por más de treinta kilómetros de sur a norte, desde el embalse Cogotí hasta la desembocadura del embalse La Paloma en el extremo norte del poblado de El Palqui.
Además, esta localidad es de paso obligado para el acceso vial hacia la comuna de Combarbalá desde la capital de la comuna pasando a formar parte del circuito intercomunal de la carretera D-55 que enlaza las comunas de Ovalle, Monte Patria y Combarbalá.

## Flora y fauna
En la localidad, al igual que en el resto de la comuna, se pueden encontrar especies tanto nativas como introducidas. Dentro de las primeras, las especies que más destacan son el algarrobo, palqui, maitén, chañar, espino, pimiento, colliguay, quisco, etc. Estando muchas de ellas en estado vulnerable. En cuanto a la fauna podemos encontrar especies nativas como la viscacha, cóndor, zorro chilla, aguilucho, diuca, colibrí, torcaza y el loro tricahue, entre otros.

## Actividades económicas
La actividad productiva principal en dicha localidad está representada por la agricultura. Actividad que antaño se focalizó principalmente por sus altas tasas de cultivos de tomatales, los cuales fueron posteriormente desplazados por las plantaciones de árboles frutales tales como las vides y las plantaciones de paltos en el último tiempo para la exportación. 
De acuerdo al sitio Memorias del siglo XX, Chañaral Alto fue considerado como el tomatal de Chile en la segunda mitad del siglo XX. Esta característica se debió al particular clima de la zona al poseer un clima semidesértico. Esta situación permitió el cultivo de tomatales de forma natural protegido de las heladas y plantados al aire libre sin mayor protección. De esta forma, produjo “los primeros y mejores tomates del país en cada temporada".
La actividad ganadera, las labores que más se presentan son la crianza de ganados caprinos y ovinos.

## Atractivos Turísticos
Dentro de los sitios que figuran como atracciones para la actividad turística se pueden mencionar la Iglesia de Chañaral Alto y la cantidad registros petroglifos diseminados en las proximidades de dicha localidad. 
El templo se ubica junto a la plaza del pueblo en la ribera este del río Huatulame a 25 km al sur de Monte Patria por la ruta D-55 y corresponde al atractivo más representativo del lugar. Forma parte importante del patrimonio histórico y cultural de esta localidad llegando, incluso una línea de locomoción colectiva a usarla como su imagen corporativa.
Los antecedentes históricos que maneja la comunidad, hablan de la construcción del campanario en el año 1847, según inscripción tallada. Según datos populares, esta iglesia fue construida por Don Juan Artiguez, Lorenzo Bauzá y Manuel Juliá, quienes cortaron 10.000 bloques de adobe cruzado para la construcción de la iglesia, siendo el 1 de octubre la primera misa. Es así, que todos los primeros domingos de octubre se celebra la tradicional misa en el pueblo siendo su patrona la Virgen de la Merced.
Los petroglifos dan cuenta de ser vestigios de un pasado asociados principalmente a la cultura Molle, pueblo que se estableció entre los primeros años y el año 800 de la era cristiana. Sin embargo, es posible que muchos de estos hayan sido posteriores, asociados a las culturas Las Animas, Diaguita e Inca-Diaguita, pero hasta ahora ha sido imposible situarlas tanto temporalmente como culturalmente. 
Los sitios en los cuales se les puede hallar a los registros petroglifos pueden ser tanto a orillas del camino, como son los que se encuentran antes de llegar al pueblo de Chañaral Alto, como en la Quebrada de Nomuco y en la quebrada de Las Cardas, ambos a las fueras de dicha localidad.
En el año de 2007 se celebró el centenario de la fundación de la plaza de armas de Chañaral Alto con variadas actividades como fueron la premiación de los vecinos destacados, homenajes a los próceres de la localidad, desfile de carros alegóricos de actividades tradicionales de la localidad.

## Educación
Por muchos años, el único centro educativo al que tuvieron acceso los pobladores de Chañaral Alto y los pueblos aledaños fue la escuela Alejandro Chelen Rojas. La escuela fue fundada el 19 de abril de 1958 y debe su nombre en homenaje a uno de los hijos más ilustres de dicha localidad, el señor Alejandro Chelen Rojas; quien llegó a desempeñarse en varios cargos políticos.
Actualmente existe en la localidad dos establecimientos educacionales dedicados exclusivamente a la educación preescolar, Jardín Infantil Los Conejitos y la Escuela Especial Santa Elena. El primero de estos centros se ubica en la parte superior del pueblo en la calle Manuel Rodríguez s/n frente a la Villa 89, mientras que el segundo establecimiento se emplaza frente a la plaza del mismo pueblo, en avda. Los Libertadores 494.
El segundo establecimiento, además de contar con educación preescolar, cuenta con los servicios de tratamiento a estudiantes con dificultades intelectuales y trastorno específico del lenguaje. Se ubica en la calle principal del pueblo frente a la plaza de armas.
También se destaca que varios estudiantes residentes de Chañaral Alto acceden a educación en otros establecimientos educacionales de otras localidades como son Los Morales, Huatulame o en Monte Patria. El primero de los establecimientos fue remodelado en septiembre de 2018 con una inversión de 1 100 millones de pesos.
La escuela Alejandro Chelen Rojas estuvo emplazada antaño a orillas del camino principal de pueblo que forma un tramo de la ruta D-55 al lado de una quebrada, hasta su actual ubicación un poco más al norte. Después de ser considerada como inhabilitada por las autoridades para las actividades escolares por quedar muy mal trecha después de ser remecidas por dos temblores en los años 1997 y 2001.
En el 2010, la escuela Alejandro Chelen Rojas, junto con las escuelas básicas de Pichasca de la comuna de Río Hurtado se vieron beneficiadas por el programa piloto de transporte escolar. Medidas que beneficiaron a una cantidad de 170 estudiantes de ambas comunas. En la ocasión que fueron puesto en marcha ambos proyectos los microbuses fueron bendecidos por el vicario de la comuna de Monte Patria, el padre Rafael Rojas.

## Personajes ilustres
Alejandro Chelén Rojas (Chañaral, 21 de septiembre de 1912- Santiago, 16 de mayo de 1990) fue un destacado político, militante activo del partido socialista, periodista y fundador de varios diarios locales en la región de Coquimbo. 
De ascendencia árabe, fue hijo de José Chelén y Deidamia Rojas y esposo de Magda Franulic con quien tuvo cinco hijos. Estudió en el Liceo de Hombres de Ovalle para posteriormente dedicarse a dictar cursos de historia en Santiago.
A los 15 años abandonó el Liceo y se marchó al norte del país desempeñándose en varios oficios ligados al salitre y la minería aurífera entre los años de 1927 y 1945. Año en el cual regresó a su tierra natal, donde se dedicó a la agricultura y la minería.
En la década de los 30 inició su vida política, primero uniéndose a las filas del socialismo y posteriormente en 1937 fue elegido regidor por Chañaral. Lugar donde fundó y dirigió el diario "Avance".
Ya en la década de los 40 destacó por su participación activa e al fundación de varios medios de prensa como fueron en 1946 con el diario combarbalino "El Arado", y en 1947 la "Crónica" en la ciudad de La Serena. También dirigió la revista oficial del Partido Socialista de Chile, "La Calle".
Por más de quince años fue una ávido colaborador en otros medios de prensa como fueron "La Nación", "La Hora", "La Opinión" y en la revista “Hoy” en la redacción de artículos y folletos históricos y políticos tanto en su tierra natal como en Santiago. Además, de destacar por ser un voraz lector de obras literarias, históricas y sociales llegando a contar con una selecta y nutrida biblioteca.
La mayor parte de su carrera política la hizo entre fines de los años 40 y la década siguiente donde llegó a desempeñarse en varios cargos como fueron los de regidor por Combarbalá en 1948 y en 1949 como diputado por la Cuarta Agrupación Departamental de "La Serena, Coquimbo, Elqui, Ovalle, Combarbalá e Illapel". Fue reelecto para el mismo cargo por la misma Agrupación Departamental entre los años 1953-1957 y, posteriormente a este período fue elegido como senador, en representación del partido Socialista Popular, por la Segunda Agrupación Provincial "Atacama y Coquimbo".  
También se desempeñó en otros cargos ligados al mundo de la política como fueron el integrar varias comisiones permanentes de Vías y 
Obras Públicas, de Economía y Comercio, de Policía Interior y Reglamento y de la Minería.
Entre otras actividades, fue miembro de la Asociación de Pequeños Mineros de Atacama, del Deportivo del Norte y de la Sociedad de Escritores de Chile. Gerente de la editorial Quimantú, hasta septiembre de 1973. Después del golpe militar de 1973 se vio forzado a vivir en el exilio. 
Falleció a la edad de casi ochenta años en la ciudad de Santiago, el 16 de mayo de 1990.
En el 2006 el parlamento aprobó erigir un monumento en su nombre en al escuela de Chañaral Alto, por iniciativa de una comisión de diputados conformados por las señoras Adriana Muñoz D'Albora, Ximena Vidal Lázaro y los señores Francisco Encina Moriamez y Camilo Escalona Medina, entre otros. Obra que debía financiarse con fondos a base de colectas populares, donaciones privadas y aportes fiscales.

## Radiodifusión Local
Por muchos años existió la necesidad por parte de la comunidad chañaralina de contar con un medio de comunicación que diera a conocer los diferentes acontecimientos y/o hechos noticiosos de la zona. La historia radial de Chañaral Alto dice que en los años noventa hubo uno o más medios de comunicación radial, pero estos funcionaban solo por un tiempo y luego dejaban de funcionar. Debieron de pasar varios años para que la comunidad volviera a escuchar una radio emisora que fuera del pueblo. 
En el mes de octubre del 2007 se crea la "Radio Comunitaria de Chañaral Alto" que se encontraba en la frecuencia 104.5 FM; los equipos pertenecían al "Centro Cultural Pablo Neruda", el encargado y locutor de ese medio era el Radioaficionado Rodrigo Daher Gómez. Su transmisión comenzaba a las 06 de la mañana y finalizaba a las 22:00 hrs. Esta emisora solo duró dos meses ya que salió abruptamente del aire en el mes de diciembre de ese mismo año debido a que el transmisor con el cual se contaba se quemó.  
Pasaron varios meses para que la radio volviera a escucharse; en marzo del 2008 vuelve a transmitir esta emisora pero ahora bajo el nombre de "Radio Dimensión 104.5 FM". La decisión final de que esta radio emisora llevara ese nombre fue de Rodrigo Daher Gómez, quien durante ese año pasó de ser encargado a director de ese medio. Dicho otorgamiento le dio las facultades para dirigir este medio y dedicar su tiempo en ello, finalmente en octubre del 2008 sale abruptamente del aire por daños al transmisor. Esta razón llevó a que por lo que el Centro Cultural Pablo Neruda decidiera no continuar financiando este proyecto radial y darlo por cerrado, debido a los gastos que estos implicaban en la reparación de este. 
Debido a la necesidad que se tenía en la comunidad por contar con un medio de comunicación y por decisión final de Rodrigo Daher junto a Bernardita Gómez es que finalmente en el mes de noviembre del 2008, se decide instalar su propia radio emisora para la comunidad. Siguiendo con la anterior iniciativa, él mismo la nombró al igual que la anterior "Radio Dimensión", la cual transmitió hasta el mes de noviembre del 2014 en la frecuencia 89.5 FM. Sus estudios se encuentran ubicados en calle Blanco Encalada 320 Villa 89, Chañaral Alto. Radio Dimensión de ahí en adelante se posicionó en la primera sintonía de la frecuencia modulada. 
Este medio ha recibido varios diplomas por destacadas participaciones y/o apoyo en la Teletón, en el Bicentenario, en talleres sociales, entre otros. Rodrigo no se encuentra solo, pues cuenta con el apoyo de su madre Bernardita Gómez, quien lo ha apoyado desde sus inicios, siendo un pilar fundamental. Cabe destacar que en noviembre del 2014 se realizó una campaña para ir en ayuda de un nuevo transmisor para esta emisora, lo que finalmente tuvo un gran apoyo por parte de la comunidad chañaraltina y sus alrededores. El monto recaudado fue de aproximadamente 630 mil pesos, por lo que al cambiar el equipo transmisor cambió su frecuencia al 107.1 FM. En enero del 2017 sale abruptamente del aire tras una denuncia en subtel.
En octubre del 2018 Radio Dimension regresa al aire en un nuevo dial que se encuentra concesionado en subtel por la sociedad Comunicacional Daher y Gómez Limitada (Conformada por Rodrigo Daher y Bernardita Gómez), en el 93.9 FM XQA 659, cumbriendo gran parte de las comunas de Monte Patria y Combarbalá. Radio Dimensión se puede escuchar por Internet, en el sitio www.radiodimensionfm.cl.